# Carl D. Bradley
SS Carl D. Bradley byla americká nákladní loď pro přepravu sypkého nákladu provozovaná na Velkých jezerech, která se potopila v bouři na Michiganském jezeře dne 18. listopadu 1958. O život přišlo 33 z 35 členů posádky, velká část z nich pocházela z přístavního městečka Rogers City ve státě Michigan. Pravděpodobnou příčinou potopení bylo konstrukční selhání trupu vlivem křehkosti oceli použité při stavbě a namáhání během 31leté kariéry.
Loď byla postavena v roce 1927 společností American Ship Building Company v Lorain, 22 let držela titul „královna jezer“ (anglicky Queen of the Lakes) pro nejdelší loď na Velkých jezerech. Provozovala ji společnost Bradley Transportation Company, dceřiná společnost oceláren U.S. Steel.

## Stavba
Carl D. Bradley byl postaven pro společnost Bradley Transportation Company, která se zabývala přepravou vápence z lomu Michigan Limestone v Rogers City. Loď jí měla umožnit plnit lukrativní zakázku na přepravu vápence pro cementárnu v Gary. S délkou 194,8 m byl Bradley o 2,1 m delší než druhá největší loď na Velkých jezerech, a jeho pohonné ústrojí bylo téměř dvakrát výkonnější, než bylo v té době u jezerních lodí obvyklé. Titul „královny jezer“ si plavidlo udrželo až do roku 1949, přestože několik lodí postavených do té doby se jeho délce přiblížilo až na několik palců.
Trup číslo 797 byl na vodu spuštěn v loděnici American Ship Building Company v Lorain 9. dubna 1927. Po vystrojení a dokončení se loď vydala na svou panenskou plavbu a 28. července 1927 slavnostně vplula do přístavu Calcite Harbor u Rogers City. Zde na ni čekal Carl D. Bradley, prezident společnost Michigan Limestone, jehož jméno loď nesla, Bradleyho manželka, kapela a mnoho místních obyvatel.
Carl D. Bradley měl klasické uspořádání jezerních lodí s nástavbou na přídi, nákladovým prostorem ve střední části trupu a strojovnou na zádi. Podobně jako další plavidla ve flotile Bradley Transportation, i Bradley byl vybaven samovýsypným systémem, jehož otočný výložník byl umístěn za příďovou nástavbou. Trup byl dvěma vodotěsnými přepážkami rozdělen na příďovou, střední a záďovou část. Téměř 145 m dlouhou středovou částí s nákladovým prostorem v celé délce probíhal tunel a dopravník používaný při vykládce. Samotný nákladový prostor byl sice rozdělen na pět oddílů, ale nikoliv vodotěsně. Dva kotle s parní turbínou poháněly elektrický generátor, elektrická energie na lodi zajišťovala vše od pohonu až po osvětlení.

## Služba

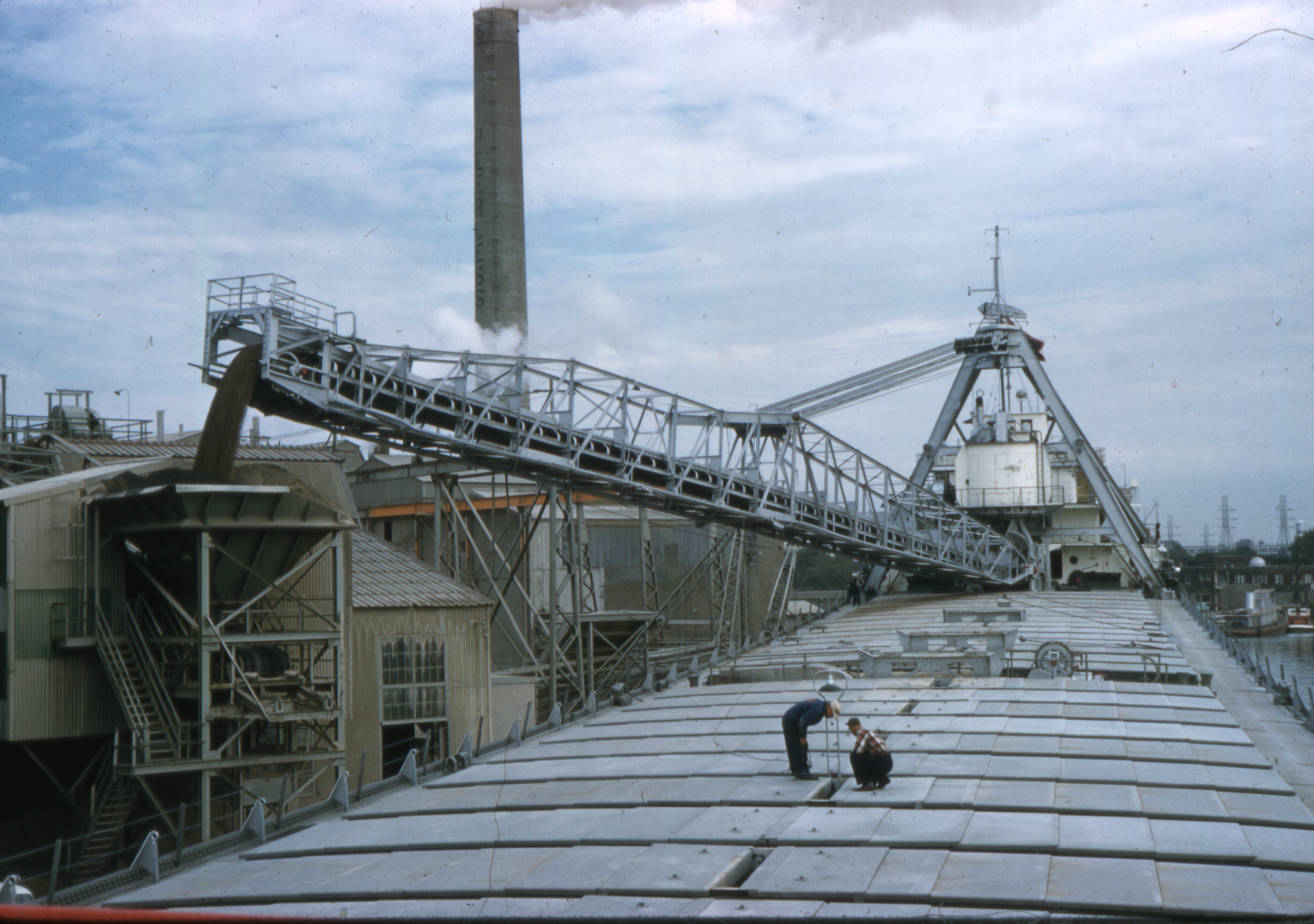
Carl D. Bradley při vykládce

Ačkoliv přístavem registrace lodi byl New York, její faktickou domovskou základnou bylo Rogers City. Z tohoto města pocházela i velká část posádky, z nichž mnozí byli přátelé, sousedé nebo příbuzní. Loď během své kariéry přepravovala vápenec z Huronského jezera do přístavů na Michiganském, Erijském a výjimečně i Hořejším jezeře. Ustanovila několik přepravních rekordů, svůj největší náklad převezla v roce 1929, šlo o 18 405 t vápence. V roce 1943 byla také první lodí, která využila nově otevřenou plavební komoru MacArthur.
Carl D. Bradley byl často první lodí, která po zimním období proplouvala průlivem Mackinac, jelikož menší plavidla kvůli tloušťce ledu ještě nemohla opustit přístav. Loď přitom sloužila v roli ledoborce, její příď byla naplněna betonem. Po proražení ledu až do Indiany se vydala na cestu do doku v Lorain, kde jí byly opraveny poškozené pláty trupu.
Loď se 3. dubna 1957 na řece sv. Kláry srazila s jinou lodí, následkem čehož musela v následujícím měsíci projít opravou v suchém doku. Mezi touto zastávkou v suchém doku a svým potopením plavidlo ještě dvakrát přišlo do kontaktu se dnem, incident z počátku listopadu 1958 vyžadoval opravu. Ani jedna z událostí nebyla nahlášena Pobřežní stráži, která později během vyšetřování zjišťovala, zda mohly mít vliv na zkázu lodi. Od svého založení v roce 1912 až do potopení Carla D. Bradleyho neztratila společnost Bradley Transportation jedinou loď.
Ačkoliv loď byla obvykle jednou z nejvytíženějších ve flotile, mezi červencem a říjnem 1958 byla dočasně odstavena kvůli útlumu v hutním průmyslu. Během sezóny 1958 tak absolvovala pouze 43 zpátečních plaveb. V zimním období se měla podrobit opravě, její majitel plánoval výměnu rezavějících nákladových prostorů a přepážek. Mezi posádkou koloval vtip, že pohromadě plavidlo drží pouze rez. Námořníci také vypověděli, že po bouřích sbírali množství nýtů, ustřižených v důsledku kroucení a ohýbání plavidla.
Pobřežní stráž provedla roční prohlídku lodi 17. dubna 1958 a shledala ji způsobilou k plavbě. Žádné nedostatky nebyly nalezeny ani při bezpečnostní prohlídce 30. října 1958, jejíž součástí bylo požární cvičení a nácvik spouštění záchranných člunů.

## Poslední plavba
17. listopadu 1958 Carl D. Bradley dorazil do přístavu v Gary. Po vyložení nákladu, který měl být původně poslední v sezóně 1958, se loď s vodou v balastních nádržích kolem 22.00 vydala do Manitowocu ve Wisconsinu, kde se měla v suchém doku podrobit plánované opravě. V průběhu cesty však došlo ke změně plánů a loď zamířila do Calcite Harboru pro další náklad. Na začátku plavby foukal vítr o rychlosti 40–56 km/h, dle předpovědi měl dále zesilovat na vichřici s rychlostí 80–105 km/h a měnit se z jižního na jihozápadní. V oblasti mezi Texasem a Illinois se vyskytlo na 30 tornád, v Nevadě se teploty pohybovaly pod bodem mrazu a v Tucsonu napadlo rekordních 160 mm sněhu. Kapitán lodi Roland Bryan byl znám tím, že se snažil doručit náklad včas bez ohledu na počasí. Jeho obvyklá trasa Michiganským jezerem vedla podél michiganského pobřeží, v osudný den se ale rozhodl využít částečné ochrany pevniny a plout blíže k wisconsinskému břehu jezera.
V 4.00 dne 18. listopadu loď minula Milwaukee a v 16.00 proplula kolem ostrova Poverty. Z jihozápadu foukal vítr o rychlosti 97–105 km/h. V 17:30 se loď nacházela přibližně 19 km jihozápadně od ostrova Gull, když se náhle ozvala hlasitá rána následovaná vibracemi. První důstojník, mající v tu dobu hlídku, se podíval na záď, ta se ohýbala směrem vzhůru. Kapitán lodním telegrafem strojovně signalizoval „zastavit“ a poplachem dal rozkaz k opuštění lodi. První důstojník vyslal volání Mayday a oznámil pozici lodi. Během 2–3 minut se loď přibližně v polovině své délky rozlomila.
Carl D. Bradley byl vybaven dvěma záchrannými čluny na zádi a jedním záchranným raftem na přídi. Posádka v zadní části se pokusila o jejich spuštění, ale jeden ze záchranných člunů se zamotal do lan a druhý zůstal viset v takovém úhlu, že nebylo možné do něj nasednout ani jej spustit. Raft v přední části lodi se uvolnil po jejím potopení. Ze čtyř členů posádky, kterým se do něj podařilo dostat, přežili pouze dva, zbylí dva z něj v noci vypadli. Posádka německého plavidla Christian Sartori potopení lodi pozorovala dalekohledy. O osvětlení nejprve přišla přední část Bradleyho, následně upadla do tmy i záď a silueta lodi byla sotva viditelná. O něco později došlo k explozi, když se voda dostala ke kotlům. Ačkoliv Christian Sartori okamžitě změnil kurz, kvůli silnému vlnobití se na předpokládané místo události dostal až o jedna a půl hodiny později.

## Pátrací a záchranné operace
Do pátrání po přeživších se zapojilo několik plavidel Pobřežní stráže. Dva menší záchranné čluny se kvůli špatným podmínkám musely vrátit, po pěti hodinách na místo dorazil kutr Sundew, později se k němu připojil i další kutr Hollyhock. Asistenci poskytovala letadla shazující světlice, po svítání se k pátrání připojilo i několik civilních lodí. Kolem 8.30 19. listopadu kutr Sundew nalezl záchranný raft se dvěma přeživšími, a to 27 km od místa potopení. Nalezena byla ještě jedna osoba, ta ale krátce po vylovení z vody zemřela. Zachránění vypověděli, že dvě ze tří světlic přítomných na raftu odpálili krátce po zkáze lodi. Třetí světlice byla navlhlá a nefunkční, když se ji pokusili odpálit a upozornit na sebe loď Christian Sartori, která proplula méně než 100 m od jejich raftu. Jeden z nich také vypověděl, že na sobě musel korkovou záchrannou vestu přidržovat, aby z ní v silném vlnobití nevyklouzl.
Během dne bylo nalezeno dalších 17 těl, všechna měla na sobě záchranné vesty. Na hladině byly nalezeny i další sešněrované záchranné vesty, což naznačovalo, že je jejich nositelé mohli v silném vlnobití ztratit. Celkem z 35 členů posádky 33 zemřelo, těla 15 z nich se nikdy nenašla.

## Vrak lodi

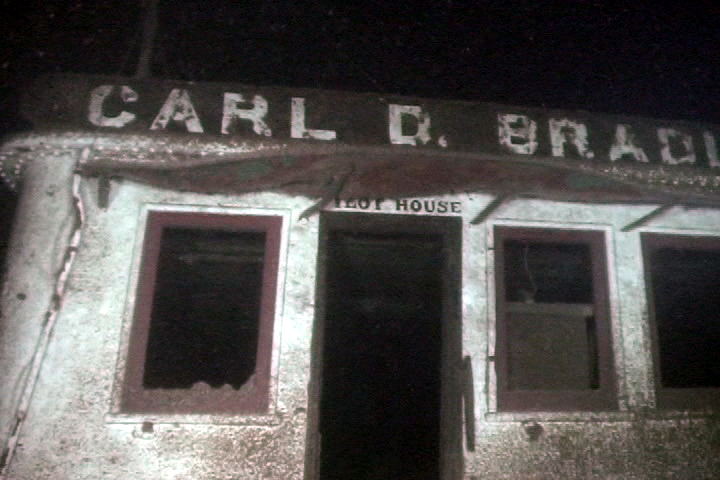
Můstek lodi v roce 2007

Vrak lodi Carl D. Bradley byl pomocí sonaru nalezen na jaře 1959. Leží jižně od ostrova Gull v hloubce přibližně 110 m. Později toho roku si společnost U.S. Steel objednala průzkum vraku, jehož závěrem bylo, že loď leží na dně v jednom kuse. Oba přeživší však tvrdili opak a průzkum byl kritizován kvůli nepřítomnosti nezávislých svědků. Expedici provedené roku 1995 se nepovedlo předchozí závěry ani potvrdit, ani vyvrátit, ale záběry natočené během další expedice v roce 1997 ukazují, že na dně leží asi 27 m od sebe dvě části plavidla. V srpnu roku 2007 provedli dva potápěči k vraku několik ponorů, během kterých vyzvedli původní zvon lodi a nahradili jej jiným, s vyrytými jmény ztracených členů posádky.

## Vyšetřování
Námořní vyšetřovací komise Pobřežní stráže, která incident vyšetřovala, dospěla k závěru, že za potopením plavidla stálo jeho nadměrné ohýbání v silném vlnobití. Podle její zprávy nic nenaznačovalo tomu, že za rozlomením lodi mohla stát vada v oblasti trupu, kde k rozlomení došlo. Komise nenalezla ani skutečnosti, které by dávaly ztrátu lodi do souvislosti s drobnými prasklinami v plátování spodní části trupu, jež byly odhaleny v suchém doku. Vyloučen byl také vliv dřívějších kontaktů plavidla se dnem. Zpráva uvádí, že kapitán Bryan projevil špatný úsudek, když se s lodí vydal napříč severní částí Michiganského jezera, pravděpodobně motivován snahou dorazit do cíle včas. Velitel Pobřežní stráže, viceadmirál A. C. Richmond, tento názor nesdílel. Usuzoval také, že potopení lodi muselo způsobit nedetekované oslabení konstrukce nebo vada.
Podle námořního historika Marka Thompsona si techničtí experti Pobřežní stráže po potopení Carla D. Bradleyho byli vědomi nedostatků křehké oceli, která se používala při stavbě mnoha lodí před rokem 1948, ale nezdálo se, že by existoval jediný program, který by na to upozorňoval majitele těchto lodí nebo jejich posádku. To dle něj vedlo ke ztrátě lodi Daniel J. Morrell v roce 1966 a mohlo být přispívajícím faktorem dalších ztroskotání.
V návaznosti na své vyšetřování vydala komise pět doporučení. Lodě měly být povinně vybaveny druhým záchranným raftem, z nichž jeden měl být umístěn na přídi a druhý na zádi, mělo dojít ke změnám vybavení záchranných člunů a systémů jejich spouštění a upraveny měly být i záchranné vesty.
Pevné záchranné rafty byly později na Velkých jezerech nahrazeny krytými nafukovacími rafty, poskytujícími ochranu před vnějšími vlivy.